# Футбольный союз Словении
Футбольный союз Словении (словен. Nogometna zveza Slovenije) — организация, осуществляющая контроль и управление футболом в Словении. Располагается в Любляне. ФАС основан в 1920 году, член ФИФА и УЕФА с 1992. Союз организует деятельность и управляет национальными сборными по футболу, в их число входит и главная национальная сборная. Под эгидой союза проводятся соревнования в Первой лиге, Второй лиге, Третьей лиге, Кубке Словении и Суперкубке Словении.